# Antje von Dewitz

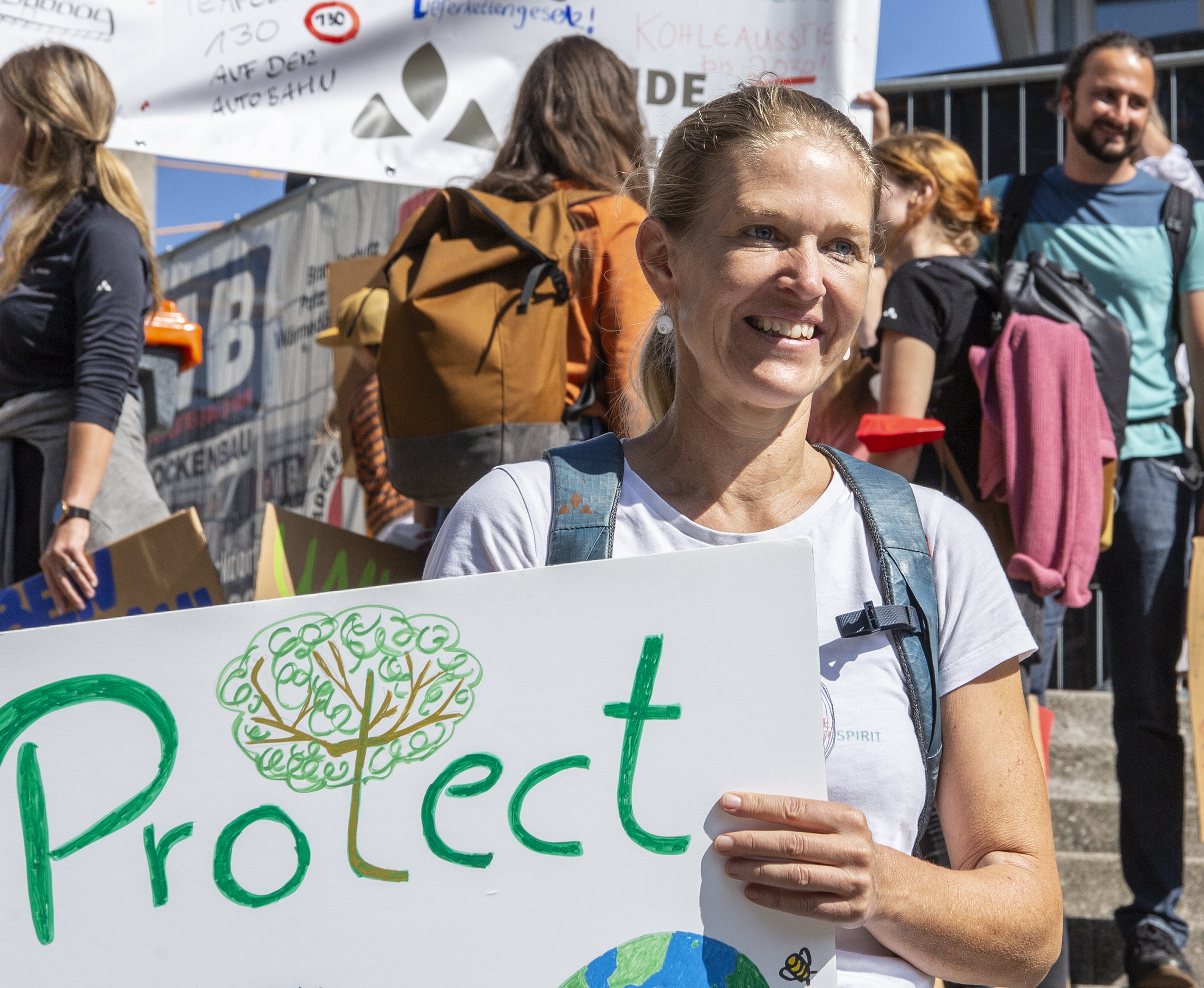
Antje von Dewitz, beim Klimastreik 2021

Antje von Dewitz (* 18. September 1972 in Ebingen) ist eine deutsche Unternehmerin. Sie ist seit 2009 Geschäftsführerin des Bergsportausstatters Vaude.

## Leben und Karriere
Antje von Dewitz wuchs in Untereisenbach bei Tettnang auf. Sie ist die mittlere der drei Töchter von Albrecht von Dewitz, der 1974 das Familienunternehmen Vaude gegründet hat. Die Familie bildet einen Zweig des ursprünglich mecklenburgisch-pommerischen Adelsgeschlechtes derer von Dewitz. Im Alter von siebzehn Jahren verbrachte Antje von Dewitz ein Schuljahr in der Stadt Chattanooga im US-amerikanischen Bundesstaat Tennessee.
Von Dewitz studierte an der Universität Passau Wirtschafts- und Kulturraumstudien, im Jahr 1998 schloss sie mit dem Diplom ab. Von 2002 bis 2005 war sie als wissenschaftliche Mitarbeiterin an der Universität Hohenheim angestellt, wo sie eine Dissertation mit dem Titel Die Gestaltung eines leistungsstarken Arbeitsverhältnisses durch ‚Talent Relationship Management‘ anfertigte. 2005 wurde sie zur Dr. oec. promoviert.
Von Dewitz wollte eigentlich eher im Bereich Umweltschutz tätig werden und hatte zunächst nicht geplant, in das Unternehmen ihres Vaters einzusteigen. Als sie ab 1998 erstmals bei Vaude beschäftigt war, baute sie den Bereich „Taschen und Reisegepäck“ auf. Von 2000 bis 2002 war sie für die Öffentlichkeitsarbeit verantwortlich, 2005 übernahm sie die gesamte Marketingleitung.
Im Jahr 2009 übergab Albrecht von Dewitz ihr die Geschäftsführung.
Von Dewitz richtet seitdem immer mehr Prozesse im Unternehmen an Kriterien der Nachhaltigkeit und Umweltverträglichkeit aus. Dies solle möglichst auch entlang der gesamten Wertschöpfungskette geschehen, d. h. auch in der Logistik der Produkte und bei Zulieferbetrieben im Ausland. Von Dewitz wurde von der Fraktion der Grünen des Baden-Württemberger Landtages in die 16. Bundesversammlung entsandt, um im Februar 2017 den Bundespräsidenten zu wählen.
Antje von Dewitz lebt mit ihrem Partner und den vier gemeinsamen Kindern in Tettnang. Im Juni 2025 gab sie ihre Hochzeit nach 28 Jahren Beziehung bekannt.

## Wirtschaftspolitische Positionen

### Lieferkettengesetz
2020 setzte sich von Dewitz aktiv für die Verabschiedung des deutschen Lieferkettengesetzes ein. Sie arbeitete dafür mit politischen Amtsträgern zusammen, z. B. mit Gerd Müller (CSU), dem damaligen Bundesminister für wirtschaftliche Zusammenarbeit und Entwicklung. Von Dewitz ist der Ansicht, dass das Gesetz in bestimmten Punkten nicht weit genug geht, z. B. weil es erst für Unternehmen ab 3000 bzw. später 1000 Mitarbeiter gilt.

### Gemeinwohl-Ökonomie
Von Dewitz setzt sich dafür ein, dass die Leitlinien der Gemeinwohl-Ökonomie stärker beachtet werden. Sie kritisiert, dass in der Wirtschaft zu sehr auf Finanzkennzahlen geachtet würde. Gemeinsam mit Christian Felber erreichte sie, dass sich der Europäische Wirtschafts- und Sozialausschuss 2015 für das Gemeinwohl-Ökonomie-Modell aussprach und dafür plädiert, dass dieses „sowohl in den europäischen als auch in die einzelstaatlichen Rechtsrahmen integriert werden“ sollte.

### InitiativeBleiberecht für Flüchtlingeund Einwanderungsgesetz
Anfang 2018 gründete Antje von Dewitz gemeinsam mit dem Brauunternehmer Gottfried Härle die Initiative Bleiberecht für Flüchtlinge mit einem festen Arbeits- oder Ausbildungsplatz, der sich 80 Betriebe und drei Verbände aus Baden-Württemberg anschlossen. Die Unternehmer-Initiative fordert ein Bleiberecht für abgelehnte Asylbewerber, sofern diese einen Arbeits- oder Ausbildungsplatz nachweisen können.
Am 19. April wurde die Initiative vom baden-württembergischen Innenminister Thomas Strobl empfangen. Dabei sprach sich Antje von Dewitz für die rasche Einführung eines Zuwanderungsgesetzes aus, da Unternehmen wie Vaude in bestimmten Bereichen mit einem Arbeitskräftemangel zu kämpfen hätten, der durch Anwerbung von ausländischen Arbeitskräften gedeckt werden könnte.

## Ämter und Funktionen (Auswahl)
- seit 2017: Stiftungsratsvorsitzende der Albrecht von Dewitz Stiftung[19]
- Mitglied im Projektbeirat von Naturkapital Deutschland, einem Projekt des Helmholtz-Zentrums für Umweltforschung[20]
- Kuratoriumsmitglied der Deutschen Bundesstiftung Umwelt[21]
- seit 2021: Mitglied im Vorstand des Bundesverbandes nachhaltige Wirtschaft[22]

## Auszeichnungen (Auswahl)
- 2011: Wirtschaftsmedaille des Landes Baden-Württemberg[23]
- 2012: B.A.U.M.-Umweltpreis[24]
- 2017: Hall of Fame der Familienunternehmen der Zeitung Handelsblatt[25]
- 2017: Verdienstorden des Landes Baden-Württemberg[26]
- 2018: Brand Manager of the Year, German Brand Award[27]
- 2019: Trigos-Ehrenpreis[28]
- 2019: Veuve Clicquot Business Woman of the Year (Nominierung)[29]
- 2020: Vanity Fair Changing Your Mind Award[30]
- 2021: Chief Marketing Officer of the Year, „CMO of the Year“ Council[31]
- 2021: Role Model Award der Bildungsplattform StartUpTeens, Kategorie: Familienunternehmen[32]
- 2021: Wirtschaftspreis Entrepreneur Of The Year von Ernst & Young, Kategorie: Nachhaltigkeit[33]
- 2021: GEM-Award, verliehen durch die Gesellschaft zur Erforschung des Markenwesens für ein „neues, zukunftsträchtiges Verständnis von Marke und Unternehmensführung“[34]
- 2024: Bundesverdienstkreuz am Bande[35]

## Veröffentlichungen
- Wertschöpfung durch Verantwortung und Haltung, in: Alexander Herzner und René Schmidpeter (Hg.): CSR in Süddeutschland. Unternehmerischer Erfolg und Nachhaltigkeit im Einklang, Wiesbaden 2022, S. 243–253.
- Mut steht uns gut! Nachhaltig, menschlich, fair – mit Haltung zum Erfolg, Benevento,  Salzburg-München 2020, ISBN 978-3-7109-0072-3.
- Die Gestaltung eines leistungsstarken Arbeitsverhältnisses durch „Talent Relationship Management“. Ein praxisorientiertes Konzept für mittelständische Unternehmen. Dissertation Universität Hohenheim, 426 Seiten, Shaker Verlag, Aachen 2006, ISBN 978-3-8322-5048-5.